# Vemmenhögdräkt

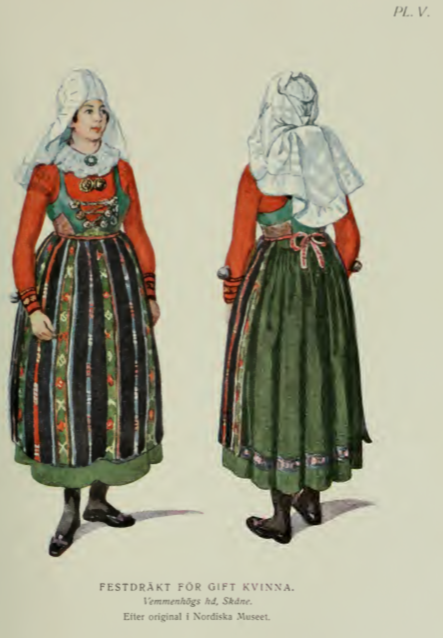
Kvinna i folkdräkt från Vemmenhögs härad, Skåne.

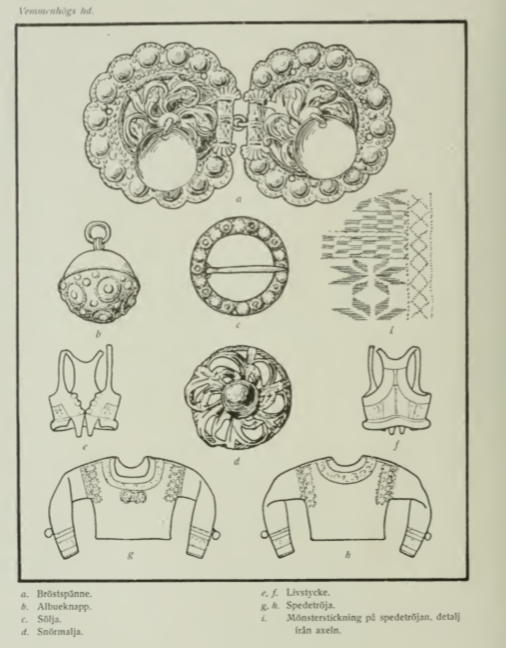
Ritning över delar till kvinnlig Vemmenhögdräkt.

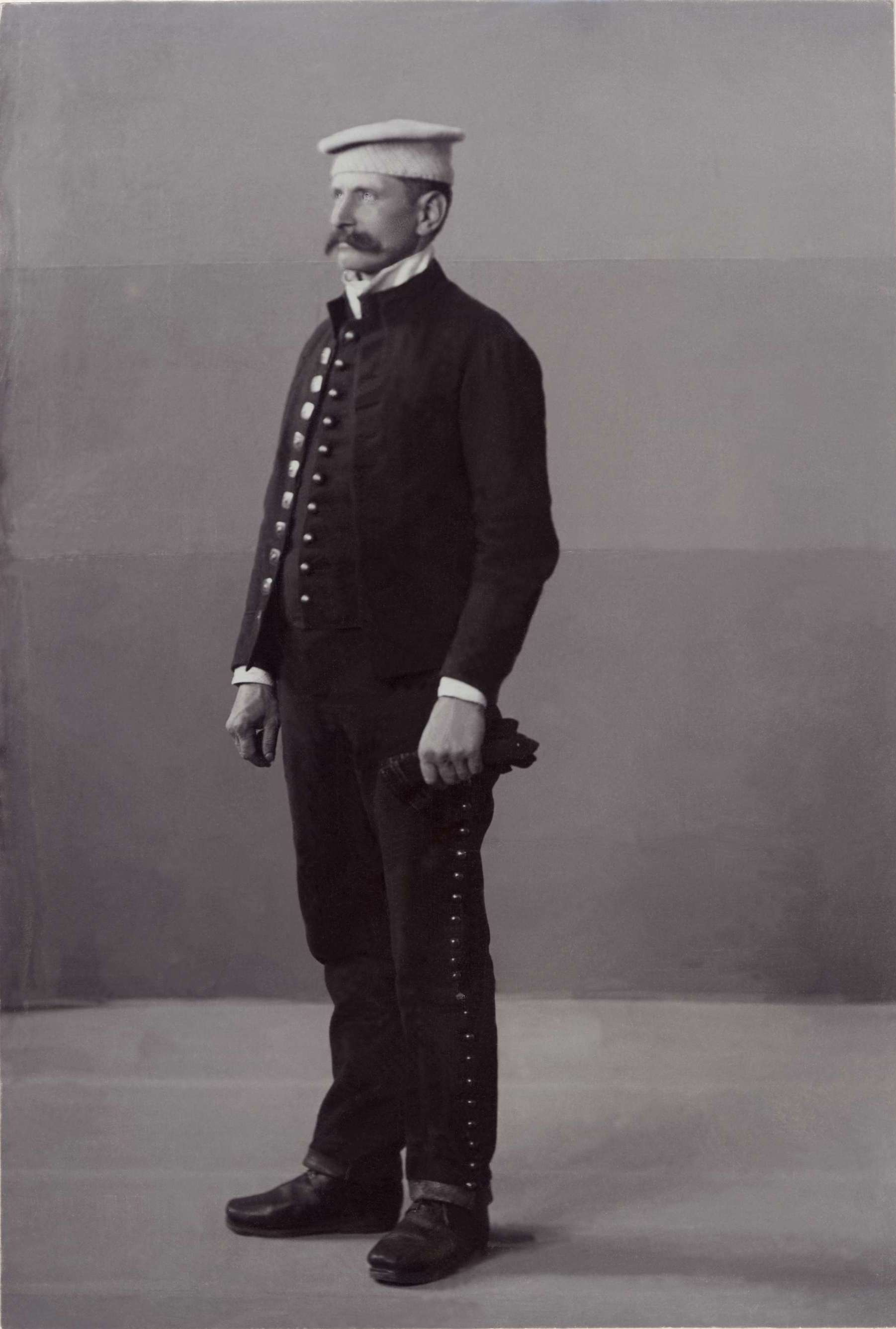
Folkdräkt från Vemmenhögs härad. Cirka år 1830–1870.

Vemmenhögdräkt är en folkdräkt (eller bygdedräkt) från Vemmenhögs härad i Skåne.

## Festdräkt för kvinna
Kvinnor brukar bära 7-9 kjolar samt flera underliv. Detta gjorde över- och underkropp deformerad vilket gav upphov till öknamnet puggor (=paddor). Delar som ingår:
- spedetröja - i rött med vid halsringning med överfallande spetskrage. Är över skuldror och överarmen mönsterstickad. Runt halsringningen och ärmar är svarta sammetsband med invävda blommor i flerfärgat silke påsydda. Ärmarna är prydda med varsin kullknapp, så kallad bjällra
- ett lågt livstycke bärs utanpå spedetröjan. Har sidenbrokan med kantgränser av gröna sidenband, prydliga snörmaljor av drivet silver samt snörkedja och snörnål av samma metall. Livet avslutas nedtill av en valk, i Skåne benämnd pölsa, varpå kjolen vilar
- kjol av grönt vadmal med bård nedtill av blommigt sidenband
- förkläde av ylle, randigt samt vävt i dukagång
- strumpor stickade av svart ullgarn. Låga skor med tunna sulor och lågt klack samt kantade med svarta blommiga sammetsband

## Mansdräkt
Delar som ingår:
- Rund mössa med platt kulle (syltemilkshuva) vid ca 1800-talets mitt.[2]

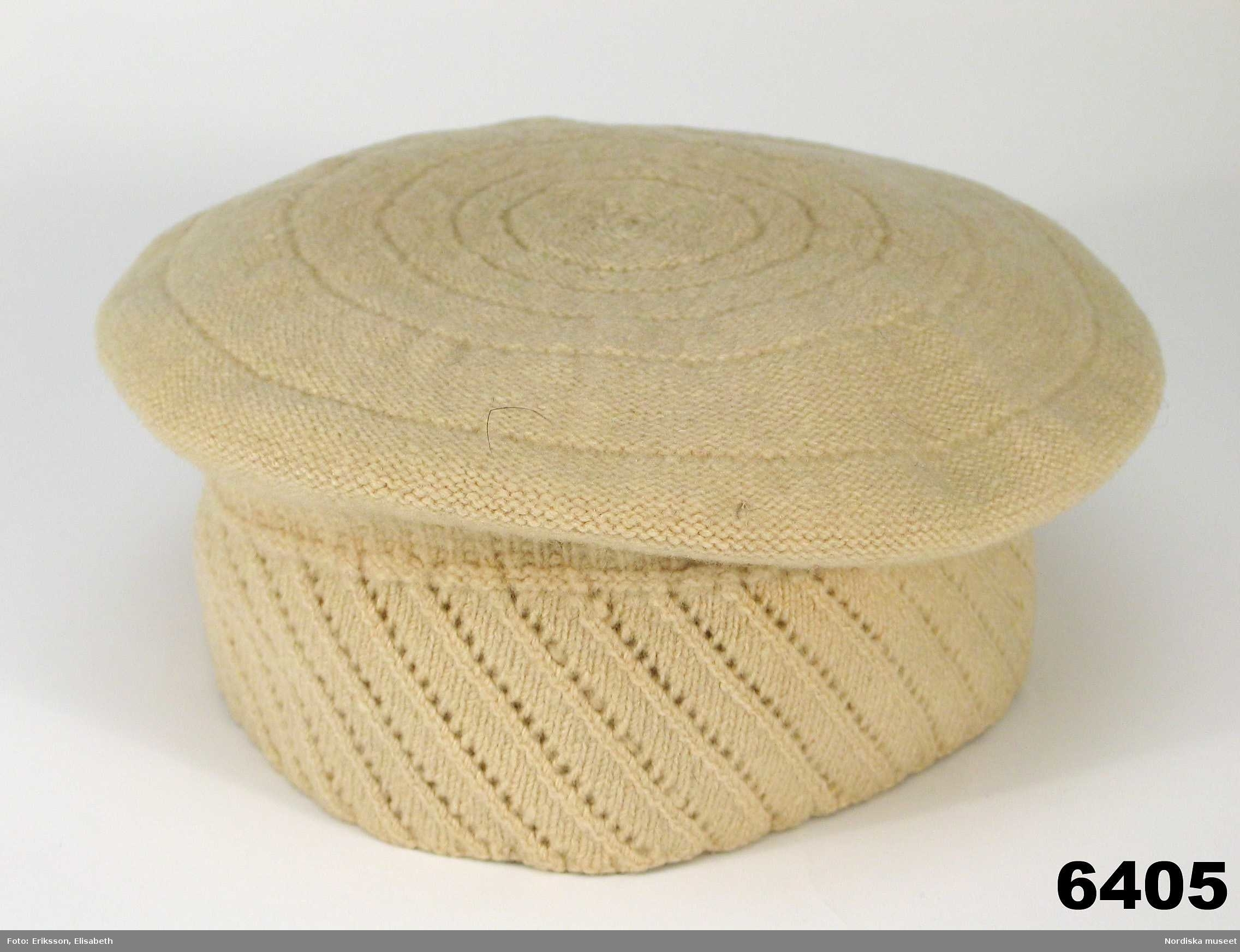
Rund mössa med platt kulle (syltemilkshuva). Insamlad 1875 av Nordiska museet.